# 75 (szám)
A 75 (hetvenöt) a 74 és 76 között található természetes szám.

## A szám a matematikában
A tízes számrendszerbeli 75-ös a kettes számrendszerben 1001011, a nyolcas számrendszerben 113, a tizenhatos számrendszerben 4B alakban írható fel.
A 75 páratlan szám, összetett szám. Kanonikus alakja 3 · 52, normálalakban a 7,5 · 101 szorzattal írható fel. Hat osztója van a természetes számok halmazán, ezek növekvő sorrendben: 1, 3, 5, 15, 25 és 75.
A 48-cal kvázibarátságos számpárt alkot.
Kilencszögszám. Ötszögalapú piramisszám.
A 75 négy szám valódiosztóösszeg-függvényeként áll elő, ezek a 213, 469, 793 és 1333.

## A tudományban
- A periódusos rendszer 75. eleme a rénium.